# Geolodía
El Geolodía es una jornada anual que se dedica a la divulgación de la geología, originada en 2005 en España. Actualmente también se celebra en México, Uruguay y Andorra. En España se realizan cada año más de cincuenta excursiones simultáneas. Las excursiones se realizan en lugares de interés por su entorno geológico, y se proporciona una información rigurosa a nivel divulgativo, estando guiadas por equipos de geólogos profesionales. Son también una manera de sensibilizar a la población sobre la importancia y necesidad de proteger el patrimonio geológico. La participación es gratuita y está abierta a cualquier interesado. Desde 2011 se celebran en el segundo fin de semana de mayo.

## Objetivos
Con Geolodía se pretende:
- Enseñar a los asistentes a ver con «ojos geológicos» el entorno en el que se asientan las poblaciones, mostrando el método de lectura del lenguaje escrito en las rocas y en el paisaje, que revela la larga historia del planeta Tierra.
- Entender los efectos que tienen sobre la superficie algunos de los procesos geológicos y los riesgos derivados de los mismos (terremotos, volcanes, inundaciones…), poniendo también en valor los recursos naturales (aguas, hidrocarburos, yacimientos minerales…).
- Divulgar el rico y variado patrimonio geológico y tomar conciencia de la importancia y de la necesidad de protegerlo.
- Difundir la labor de los geólogos y lo que pueden aportar como científicos y profesionales a la sociedad, fomentando el gusto por la geología y las vocaciones científicas.

## Organización
Geolodía está coordinado por la Sociedad Geológica de España SGE, en colaboración con la Asociación Española para la Enseñanza de las Ciencias de la Tierra (AEPECT) y el Instituto Geológico y Minero de España (IGME). En la organización de cada excursión participan geólogos de las distintas universidades, museos o centros de investigación de todo el país.
La Fundación Española para la Ciencia y la Tecnología (FECYT), del Ministerio de Economía y Competitividad, financia a nivel nacional esta actividad, además de numerosas entidades locales, tales como universidades, centros de investigación, fundaciones, museos, ayuntamientos, delegaciones provinciales y otros tipos de administraciones (parques naturales entre otros).

## Descripción

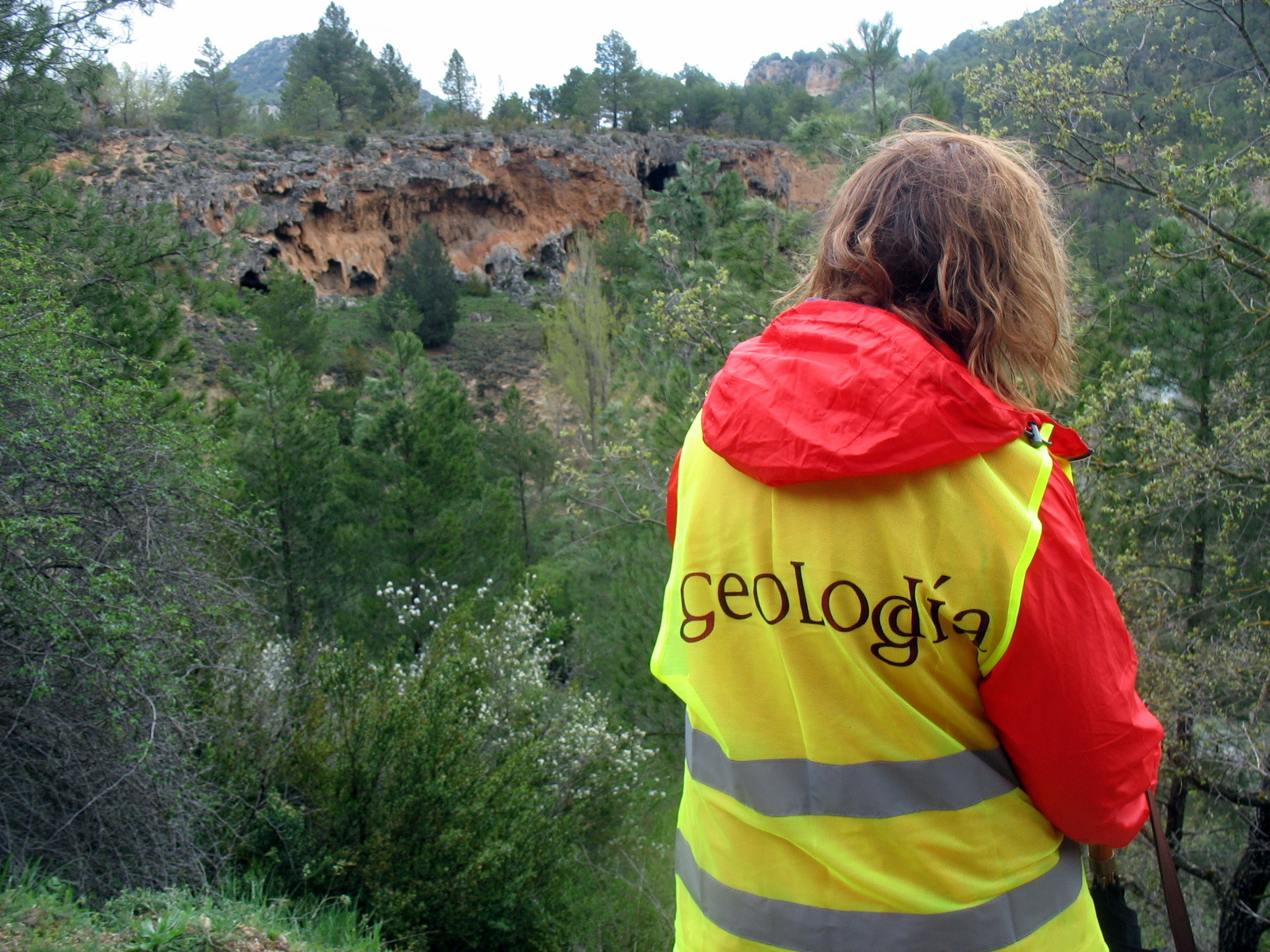
Geóloga monitora en una de las paradas del Geolodía 2016 en Guadalajara (edificio tobáceo de El Campillo, Zaorejas).

Durante dos jornadas, que se programan para el segundo fin de semana de mayo, en primavera, cientos de geólogos guían a los participantes a través de la observación de las rocas y de los paisajes en su entorno natural.
Se llevan a cabo más de medio centenar de excursiones simultáneas, una por cada provincia, excepto en los archipiélagos balear y canario, donde se celebran salidas simultáneas en diferentes islas.
Las excursiones programadas en cada provincia se desarrollan en lugares particularmente
didácticos e interesantes desde el punto de vista geológico. Abarcan desde los entornos de las ciudades hasta espacios naturales protegidos, pasando por «Lugares de Interés Geológico» (LIG de la Ley 42/2007 del Patrimonio Natural y de la Biodiversidad), geoparques y geositios.
En cada una se plantean cuestiones diversas ante los asistentes, que se responden a lo largo de la jornada. El tipo de cuestiones varía en función del lugar objeto de visita:
- ¿Cómo se descifra la información impresa en las rocas? ¿Sobre qué tipo de rocas vivimos? ¿Cuándo, cómo y dónde se originaron?
- ¿Por qué se pueden ver fósiles en determinadas rocas y que revelan sobre la historia de la vida en la Tierra? ¿Cuáles son las estructuras que revelan una deformación de la corteza terrestre?
- ¿Cómo se han formado los paisajes que nos rodean? ¿Qué procesos han producido esos paisajes?
- ¿Qué es y cómo proteger nuestro patrimonio geológico?
- ¿Qué es y cómo influye la geodiversidad sobre la biodiversidad?
- ¿A qué riesgos geológicos nos enfrentamos? ¿Cuál es la forma más adecuada de convivir con ellos? ¿Cuáles son las aplicaciones de la geología en este y otros campos, como la hidrogeología, la cartografía o la geotecnia?
- ¿Cuáles son los recursos naturales de los que disponemos, como aprovecharlos y gestionarlos correctamente? ¿Qué efectos tiene sobre la superficie que habitamos el funcionamiento de esa inmensa máquina de calor que es la Tierra?

## Origen e historia
El origen del Geolodía se sitúa en la provincia de Teruel, cuando en 2005, el Instituto de Estudios Turolenses asumió su puesta en marcha, propuesta desde la Fundación Conjunto Paleontológico de Teruel‐Dinópolis y el Departamento de Ciencias de la Tierra de la Universidad de Zaragoza. Se celebró por vez primera en el Parque Geológico de Aliaga, en la provincia de Teruel. En 2009, se unieron a la celebración del Geolodía las provincias de Segovia, Valencia, Guadalajara, Teruel, Zaragoza, Huesca y Alicante. El éxito creciente de participación en estas jornadas de divulgación animó a la Sociedad Geológica de España a dar un salto cualitativo y organizar en 2010 la primera edición de Geolodía a nivel nacional, enmarcándola en los eventos conmemorativos del Día internacional de la Madre Tierra. Así, la edición de 2010, se organizó una excursión en 36 provincias, con una asistencia total de casi 6000 personas. Desde el año 2011 se realiza un Geolodía por provincia.
El Geolodía 2015 es una de las actividades que promovió la Comisión Europea dentro de la Semana Verde.
Desde 2024 la Escuela Nacional de Ciencias de la Tierra (ENCiT) de la Universidad Nacional Autónoma de México (UNAM) organiza el Geolodía en México, bajo la coordinación de la Sociedad Geológica de España, con recorridos geológicos en Ciudad de México, Hidalgo, Querétaro, y otros estados del país.